# النوبة العليا

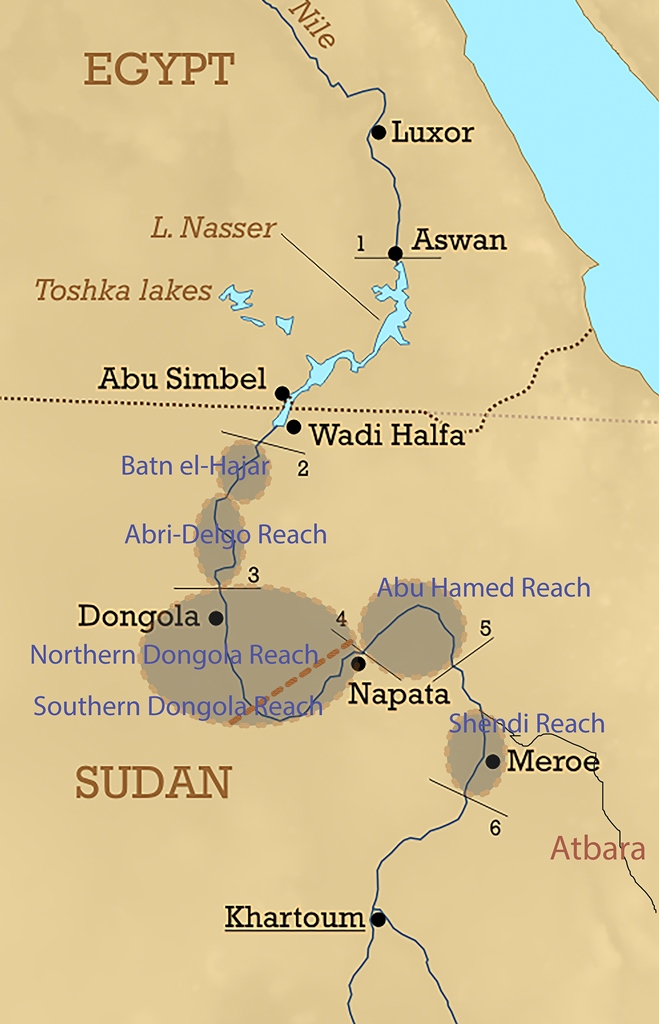
المناطق الفيزيوجرافية للنوبة العليا المقابلة للروافد المتميزة لنهر النيل

النوبة العليا هي الجزء الجنوبي من النوبة، أعلى نهر النيل من النوبة السفلى. سميت بذلك لأن نهر النيل يتدفق شمالًا، لذلك فهو أعلى المنبع وذو ارتفاع أعلى بالنسبة إلى النوبة السفلى.

## النهج الجغرافي
إن امتداد النوبة العليا غير واضح إلى حد ما ويعتمد على نهج الباحثين.
من الناحية الجغرافية، تصمم النوبة العليا المنطقة الواقعة بين الشلال الثاني والسادس لنهر النيل. من حين لآخر يستخدم مصطلح النوبة الوسطى لتصميم المنطقة الواقعة بين الشلال الثاني والثالث. في هذه الحالة، تبدأ النوبة العليا عند الشلال الثالث في اتجاه المنبع.
التقسيمات الفيزيوجرافية للنوبة العليا بجانب الشلالات:
| المنطقة        | من                       | إلى                      |
| -------------- | ------------------------ | ------------------------ |
| بطن الحجر      | الشلال الثاني            | الشلال دال               |
| عبري دلجو ريتش | الشلال دال               | الشلال الثالث            |
| دنقلا ريتش     | الشلال الثالث            | الشلال الرابع            |
| أبو حمد ريتش   | الشلال الرابع            | الشلال الخامس            |
| يعرف ب         | الشلال الخامس            | التقاء نهري عطبرة والنيل |
| شندي ريتش      | التقاء نهري عطبرة والنيل | الشلال السادس            |

## النهج السياسي
من الناحية السياسية، تقع النوبة العليا في شمال ووسط السودان الحالي الممتد من الحدود المصرية جنوبًا إلى الخرطوم الحالية عند التقاء النيل الأبيض والنيل الأزرق.

## النهج التاريخي
ربطت عالم البحر الأبيض المتوسط بأفريقيا الداخلية، كانت النوبة العليا تتقاطع مع طرق تجارية مهمة وكانت مهدًا للثقافات المتنوعة.
قائمة الدول التي حكمت النوبة العليا أو أجزاء منها:
| الدولة                   | من                    | إلى                   |
| ------------------------ | --------------------- | --------------------- |
| ثقافة كرمة               | 2500 قبل الميلاد      | 1500 قبل الميلاد      |
| المملكة المصرية الوسطى   | 1878 قبل الميلاد      | 1650 قبل الميلاد      |
| الإمبراطورية المصرية     | 1550 قبل الميلاد      | 1077 قبل الميلاد      |
| مملكة كوش                | حوالي 800 قبل الميلاد | القرن الرابع الميلادي |
| مملكة أكسوم              | 330 بعد الميلاد       |                       |
| المقرة وعلوة             | القرن السادس الميلادي | حوالي 1500            |
| سلطنة الفونج             | 1504                  | 1821                  |
| إيالة مصر                | 1821                  | 1867                  |
| الخديوية المصرية         | 1867                  | 1885                  |
| الدولة المهدية           | 1885                  | 1899                  |
| السودان الإنجليزي المصري | 1899                  | 1956                  |
| جمهورية السودان          | 1956                  | الحاضر                |